# 東和アークス
東和アークス株式会社（とうわアークス）は、埼玉県さいたま市大宮区に本社を置く、伊田テクノスグループの建設資材販売会社である。

## 概要
1954年（昭和29年）に東和産業株式会社として設立。伊田組（後の伊田テクノス）の販売部門を分離し砂利、セメントを扱う建材商社として事業を開始した。1964年（昭和39年）に開かれた東京オリンピックに伴う公共投資への参入を機に事業を拡大、2007年（平成19年）には伊奈町の羽田生コンを買収して子会社化、生産力を増強していた。しかし、公共事業削減や景気低迷で建材の需要減少が見込まれることから、LED照明や太陽電池を使った街灯の販売、また栃木では旧自社採石場を転用した太陽光発電の展開など、事業の多角化を図っている。
2015年（平成27年）7月に（旧）東和アークス、東和交易を吸収合併、東和アークス北関東より宇都宮支店、那須塩原支店を吸収分割し、同時に現在の（新）東和アークスに社名変更した。

## 事業内容
- 生コンクリートの製造販売
- 砂利、砂の採取及び販売
- セメント及びコンクリート製品並びに鋼板類の売買、コンクリート製品の製造
- 産業廃棄物の処理業及び収集運搬業
- 土木、建築及びタイル、石材に関わる請負工事
- 各種燃料類の販売
- 石油類等の危険物貯蔵施設の保守及び点検業務
- コンビニエンスストアの経営
- 太陽光発電システム並びに省エネルギー装置及び機器の販売、設置、施工、管理、保守
- 太陽光発電所による売電事業
- LED照明機器及部品の輸入・輸出・販売及び製造
- リチウム系電池に係る照明機器および部品の輸入・輸出・販売及び製造

など

## 関連会社
- 東和アークス北関東
- 東和宇都宮石産
- 相立興産

## 事件
2009年8月、浦和青年の家跡地に敷かれていた再生砕石からアスベストが検出された。この再生砕石が東和産業の処理施設で処理されたものであったことから、2009年9月に埼玉県とさいたま市が同社の施設に立ち入り調査を行った。同社側はアスベスト混入が同社施設で起きた可能性はゼロとは言えないとしながらも、この再生砕石は2007年に青年の家が解体された際に敷かれた後、2年以上も放置されていたにもかかわらず、砕石に最初から入っていたと断定する見解があることに対しては疑問を示した。